# 新波士頓 (印地安納州哈里森縣)
新波士頓（英語：New Boston）是位於美國印地安納州哈里森縣的一個非建制地區。該地的面積和人口皆未知。